# Хайнрих I фон Тенген
Хайнрих I фон Тенген (на немски: Heinrich I von Tengen; † сл. 1237) от благородническата фамилия на господарите на Тенген, е фогт на Тенген и рицар в Хегау в Баден-Вюртемберг, Германия.

## Произход
Той е син на Рудолф фон Тенген и потомък на Геролф фон Тенген († сл. 1080). Брат е вероятно на Бурхард († сл. 1185), Райнхард († сл. 1190), Рудолф († сл. 1219) и Конрад фон Тенген († сл. 1203).
Замъкът Тенген е построен от фрайхерен (по-късните графове) фон Тенген ок. 1150 г. През средата на 13 век се основава и град Тенген. Графството се дели на „предно“ и „задно“ господство. Родът чрез женитби наследява ок. 1364 г. замък Вартенфелс (в кантон Золотурн). През 1422 г. господарите на Тенген наследяват Графство Неленбург и Ландграфство Неленбург, които през 1465 г. са продадени на Хабсбургите.

## Деца
Хайнрих I фон Тенген има петима сина:
- син
- Райнхрад фон Тенген († 1 май 1240)
- Конрад I фон Тенген († 22 май 1277), женен за Аделхайд († сл. 1264)
- Хайнрих II фон Тенген († между 15 юни 1249 и 31 юли 1251), женен за Ита († сл. 1249)
- Бертолд фон Тенген († сл. 1228)